# Актори давньогрецького театру
Театр у Давній Греції перебував під повним заступництвом держави. Організацією всіх уявлень займалися вищі посадові особи – архонти. Витрати на його утримання, а також на навчання акторів, хористів і т. ін. лягали на плечі забезпечених громадян міст, яких стали називати хорега. Професії актора і драматурга в Стародавній Греції вважалися досить почесними. Багато акторів театрів на рубежі 4-5 століть до н.е. займали вищі посадові чини, займалися політикою.
Завдяки тісному зв’язку грецького театру з культом Діоніса актори в Греції великою пошаною і займали високе суспільне становище. Актором міг бути тільки вільнонароджений. Вони, як і драматурги, могли брати діяльну участь в житті Греції. Їх могли обирати на вищі державні посади в Афінах і відправляти як послів в інші держави.
Переможцями на драматичних змаганнях спочатку визнавалися тільки хорег і драматург. Але починаючи з другої половини V ст. до н.е. в театральних змаганнях брали участь і протагоністи.
У грецькій драмі число акторів не перевищувало трьох чоловік, то одному і тому ж актору в перебігу п’єси доводилося грати кілька ролей. Якщо в п’єсах були німі ролі, їх грали статисти.
Жіночі ролі завжди виконувалися чоловіками. Трагічні і комедійні актори повинні були не тільки добре декламувати вірші, але і володіти вокальною майстерністю, так як в найпатетичніших місцях драми актори виконували арії. Шляхом постійних вправ грецькі актори виробляли в себе силу, звучність і виразність голосу, бездоганність дикції і доводили до великої досконалості мистецтва співу. Але крім цього, грецький актор повинен був володіти мистецтвом танцю і взагалі мистецтвом руху в самому широкому сенсі цього слова. Тому грецькому актору необхідно було багато працювати над гнучкістю і виразністю тіла.
Актори носили маски, так що міміка з гри була виключена. Тим більше повинні були грецькі актори працювати над мистецтвом руху і жесту.
Маски проникли в грецький театр внаслідок споконвічної зв’язку останнього з культом Діоніса. Жрець, що зображав божество, завжди виступав у масці. Однак у театрі класичного періоду маски вже не мали культового значення. Зате вона відповідала завданням грецького театру створювати великі узагальнені образи. “Так, наприклад, характер або сьогохвилинне настрій дійової особи визначався маскою, котрую одягав на обличчя актор: хохочущая, скорботна, умиротворена. Вони змінювалися щоразу, як тільки виконавець переходив відповідно від веселощів до смутку, від жалю до покійного настрою. Крім того, опреднленное значення мала забарвлення маски: наприклад, по багряному її кольору глядачі впізнавали дратівливу людину, порижему — хитрого і підступного